# Parijs-Roubaix 2017
De 115e editie van de wielerwedstrijd Parijs-Roubaix werd gehouden op 9 april 2017. De koers maakte deel uit van de UCI World Tour 2017.

## Parcours
Het parcours is met 257 km 4 km langer dan vorig jaar. Er zijn in 2017 29 kasseistroken opgenomen in het parcours. Sectoren 26 (Viesly naar Biastre) en 25 (Biastre naar Solesmes) waren deze editie nieuw opgenomen in het parcours.
| Sector | Kilometer | Naam                                   | Lengte (km) | Zwaarte |
| ------ | --------- | -------------------------------------- | ----------- | ------- |
| 29     | 97        | Troisvilles naar Inchy                 | 2,2         | 3       |
| 28     | 103,5     | Viesly naar Quiévy                     | 1,8         | 3       |
| 27     | 106       | Quiévy naar Saint-Python               | 3,7         | 4       |
| 26     | 112,5     | Viesly naar Briastre                   | 3,0         | [ 1 ]   |
| 25     | 116       | Briastre naar Solesmes                 | 0,8         | [ 1 ]   |
| 24     | 124,5     | Vertain naar Saint-Martin-sur-Écaillon | 2,3         | 3       |
| 23     | 134,5     | Verchain-Maugré naar Quérénaing        | 1,6         | 3       |
| 22     | 137,5     | Quérénaing naar Maing                  | 2,5         | 3       |
| 21     | 140,5     | Maing naar Monchaux-sur-Écaillon       | 1,6         | 3       |
| 20     | 153,5     | Haveluy naar Wallers                   | 2,5         | 4       |
| 19     | 161,5     | Trouée d'Arenberg                      | 2,4         | 5       |
| 18     | 168       | Wallers naar Hélesmes                  | 1,6         | 3       |
| 17     | 174,5     | Hornaing naar Wandignies               | 3,7         | 4       |
| 16     | 182       | Warlaing naar Brillon                  | 2,4         | 3       |
| 15     | 185,5     | Tilloy naar Sars-et-Rosières           | 2,4         | 4       |
| 14     | 192       | Beuvry-la-Forêt naar Orchies           | 1,4         | 3       |
| 13     | 197       | Orchies                                | 1,7         | 3       |
| 12     | 203       | Auchy-lez-Orchies naar Bersée          | 2,7         | 4       |
| 11     | 208,5     | Mons-en-Pévèle                         | 3,0         | 5       |
| 10     | 214,5     | Mérignies naar Avelin                  | 0,7         | 2       |
| 9      | 218       | Pont-Thibaut naar Ennevelin            | 1,4         | 3       |
| 8      | 224       | Templeuve (Moulin-de-Vertain)          | 0,5         | 2       |
| 7      | 230,5     | Cysoing naar Bourghelles               | 1,3         | 4       |
| 6      | 233       | Bourghelles naar Wannehain             | 1,1         | 3       |
| 5      | 237,5     | Camphin-en-Pévèle                      | 1,8         | 4       |
| 4      | 240       | Carrefour de l'Arbre                   | 2,1         | 5       |
| 3      | 242,5     | Gruson                                 | 1,1         | 2       |
| 2      | 249       | Willems naar Hem                       | 1,4         | 2       |
| 1      | 256       | Roubaix (Espace Charles Crupelandt)    | 0,3         | 1       |

## Deelnemende ploegen
| 18 UCI World Tour-ploegen | 18 UCI World Tour-ploegen | 18 UCI World Tour-ploegen | 7 wildcards                  |
| ------------------------- | ------------------------- | ------------------------- | ---------------------------- |
| AG2R La Mondiale          | Dimension Data            | Orica-Scott               | Cofidis                      |
| Astana                    | FDJ                       | Quick-Step Floors         | Delko Marseille Provence KTM |
| Bahrein-Merida PCT        | Katjoesja Alpecin         | Sky                       | Direct Énergie               |
| BMC Racing Team           | LottoNL-Jumbo             | Sunweb                    | Fortuneo-Vital Concept       |
| BORA-hansgrohe            | Lotto Soudal              | Trek-Segafredo            | Roompot-Nederlandse Loterij  |
| Cannondale-Drapac         | Movistar                  | UAE Team Emirates         | Sport Vlaanderen-Baloise     |
|                           |                           |                           | Wanty-Groupe Gobert          |
|                           |                           |                           |                              |

## Koersverloop
De wedstrijd had een tumultueus koersverloop. Na een vlucht in de vroege finale van Daniel Oss en Jelle Wallays splitste zich een achtervolgend groepje met enkele favorieten en specialisten zich af van een groep met onder anderen Tom Boonen. Toen Greg Van Avermaet op het Carrefour de l'Arbre aanzette, konden alleen Zdeněk Štybar en Sebastian Langeveld volgen. Zij hielden de vlucht tot in de laatste kilometer vol en reden gedrieën het vélodrome binnen, waarna het tempo daalde. In de laatste ronde konden Jasper Stuyven en Gianni Moscon nog aansluiten, maar zij kwamen niet verder dan een respectievelijke vierde en vijfde plaats. Greg Van Avermaet won de sprint, gevolgd door Zdeněk Štybar en Sebastian Langeveld.
Deze editie stond vooraf vooral in het teken van het afscheid van Tom Boonen. De viervoudig winnaar had aangekondigd dat hij na deze editie zou stoppen met professioneel wielrennen. De kasseispecialist kwam niet verder dan de dertiende plaats.

## Uitslag
| Plaats  | Naam                | Ploeg                    |          |
| ------- | ------------------- | ------------------------ | -------- |
| Winnaar | Greg Van Avermaet   | BMC Racing Team          | 5u41'07" |
| 2       | Zdeněk Štybar       | Quick-Step Floors        | z.t.     |
| 3       | Sebastian Langeveld | Cannondale-Drapac        | z.t.     |
| 4       | Jasper Stuyven      | Trek-Segafredo           | z.t.     |
| 5       | Gianni Moscon       | Team Sky                 | z.t.     |
| 6       | Arnaud Démare       | FDJ                      | + 12"    |
| 7       | André Greipel       | Lotto Soudal             | z.t.     |
| 8       | Edward Theuns       | Trek-Segafredo           | z.t.     |
| 9       | Adrien Petit        | Direct Énergie           | z.t.     |
| 10      | John Degenkolb      | Trek-Segafredo           | z.t.     |
| 11      | Mathew Hayman       | Orica-Scott              | z.t.     |
| 12      | Florian Sénéchal    | Cofidis                  | z.t.     |
| 13      | Tom Boonen          | Quick-Step Floors        | z.t.     |
| 14      | Yoann Offredo       | Wanty-Groupe Gobert      | z.t.     |
| 15      | Laurens De Vreese   | Astana Pro Team          | z.t.     |
| 16      | Marcus Burghardt    | BORA-hansgrohe           | z.t.     |
| 17      | Piet Allegaert      | Sport Vlaanderen-Baloise | z.t.     |
| 18      | Nikolas Maes        | Lotto Soudal             | z.t.     |
| 19      | Sylvain Chavanel    | Direct Énergie           | z.t.     |
| 20      | Dylan van Baarle    | Cannondale-Drapac        | z.t.     |